# الغربال (كتاب)
الغربال هو أحد المؤلفات النقدية المعروفة لميخائيل نعيمة، وهو مقالات نقدية كتبها بجرأة وعفوية ناعياً الشعر الرث. وقد حاول بجرأة أيضا غربلة الكتّاب والشعراء والمفكرين مدليّا بآرائه، وذلك بقراءة نصوصهم وافكارهم من منظاره كأديب. صدرت أول طبعة من الكتاب عام  1923، في المطبعة العصرية.
تحدث في الجزء الأول عن نقده للأدب والشعر أما في الجزء الثاني تحدث عن انتقاده لبعض الأعمال الأدبية لكتّاب عصره.
لم يؤلّف ميخائيل نعيمة كتاب الغربال دفعة واحدة، وإنما تمّت كتابته كمجموعة من المقالات النقدية التي نُشرت في الصحف، أو كمقدمات لبعض مؤلفاته مثل مقالته عن (الرواية التمثيلية العربية) التي كان عبارة عن مقدمة مسرحية( الآباء والبنون) 

## محتوى الكتاب
يتضمن الكتاب اثنتينِ وعشرين مقالة، كتب مقدمته عباس محمود العقاد،  ينقسم الكتاب إلى قسمين: نظري وتطبيقي.  في القسم  النظري حدّد نعيمة  مفهومه للنقد والأدب، أما القسم  التطبيقي فانتقد فيه بعض الأعمال الأدبية لكتّاب عصره.
المقالات التي تضمنها  القسم النظري هي:
الغربلة، محور الأدب ،الرواية التمثيلية العربية، المقاييس الأدبية،  الشعر والشاعر، فلنترجم.
أما المقالات القسم التطبيقي فهي:
مقالة الحباحب.
نقيق الضفادع.
الزحافات والعلل.
مقالة القرويات وهو ديوان الشاعر (رشيد سليم الخوري)،  مقالة الريحاني في عالم الشعر، مقالة عن ديوان السابق الذي نشره جبران خليل جبران.
مقالة عن ابتسامات ودموع، وهي القصة التي عرَّبتها الآنسة مي عن كتاب (الحب الألماني) لماكس مولر.
مقالة عن المحاضرة التي قدمتها الآنسة مي في الجامعة المصرية الأهلية عنوانها(غايةُ الحياةِ)
مقالة عن ديوان(أغاني الصبا)الذي  نشره محمد الشريقي سنة 1921.
مقالة عن كتاب (النبوغ) الذي صدر لمؤلفه لبيب الرياشي.
مقالة عنوانها(شكسبير) عن ترجمة خليل مطران لمسرحية شكسبير تاجر البندقية.
مقالة عن الجزأين اللذين صدرا من كتاب (الديوان) للعقاد والمازني،
مقالة عنوانها (عواصف العواصف) لجبران خليل جبران.
مقالة عن (الفصول) للعقاد.
مقالة عن ديوان(الأرواح الحائرة) لنسيب عريضة.
مقالة انتقد فيها قصيدة (الدرة الشوقية) لأحمد شوقي.

## هدف الكتاب
هدف نعيمة من تأليف كتاب "الغربال" إلى تأسيس تصور نقدي جديد والدعوة لأدب مغاير، من خلال إعادة النظر في وظيفة الأدب وطرق نقده بعقلية متفتحة. وقد انطلقت هذه الفكرة لدى أدباء المهجر من دوافع سياسية مثل تصدع الأنظمة في العالم العربي وهيمنة الاستعمار، إضافة إلى دوافع ذاتية.